# Fernando Francisco
Fernando Francisco (Lenga do Galo, 10 de maio de 1960) é um prelado angolano da Igreja Católica, atual Bispo-auxiliar de Luanda.

## Biografia
Nascido em 10 de maio de 1960 em Lenga do Galo, em Cuanza Sul, em 1980 iniciou o curso preparatório, depois continuou os estudos de filosofia no Seminário Maior local (1982-1984). De 1984 a 1988 frequentou cursos de Teologia no Seminário Maior do Huambo. Em 1989, durante a Guerra Civil Angolana, foi então raptado pelos guerrilheiros da UNITA, ficando no Quartel-general em Jamba do Cuando, na província do Cuando; em janeiro de 1990, foi libertado junto com outros quatro companheiros seminaristas de Benguela, na cidade de Lisboa, tendo sido hospedados no Seminário dos Olivais. No final de 1990 voltou a Angola e foi ordenado padre em 15 de agosto de 1992.
Após a ordenação ocupou os seguintes cargos: docente do Seminário preparatório, ecônomo da Diocese e capelão do Noviciado das Irmãs de Guadalupe no Sumbe (1992-1993); doutorado em Teologia Dogmática na Pontifícia Universidade Urbaniana, em Roma (1993-2002); prefeito de Estudos e professor no Seminário Maior e na Universidade Católica de Angola (2002-2012); vigário paroquial (2012-2013) e desde 2013 até 2021, vigário-geral da Diocese e pároco da Sé Catedral de Sumbe, além de Coordenador da Comissão para a Evangelização e Catequese. Até 2021, foi vigário-geral da Diocese de Sumbe.
Em 28 de outubro de 2021, foi nomeado pelo Papa Francisco como bispo-auxiliar eleito de Luanda, recebendo a sé titular de Medianas Zabuniorum. Foi consagrado nas proximidades da Sé de Sumbe em 30 de janeiro de 2022 por Dom Zacarias Kamwenho, arcebispo-emérito de Lubango, coadjuvado por Dom Filomeno do Nascimento Vieira Dias, arcebispo de Luanda e por Dom Luzizila Kiala, arcebispo de Malanje.